# بایزید (بانه)
بایزید یک روستا در ایران است که در دهستان کانی سور شهرستان بانه استان کردستان واقع شده‌است. بایزید ۹۱ نفر جمعیت دارد.